# ピーター・フォーク
ピーター・フォーク（Peter Michael Falk, 1927年9月16日 - 2011年6月23日）は、アメリカ合衆国の俳優。
アメリカで製作・放映されたテレビドラマ『刑事コロンボ』の長年にわたる主演で知られている。

## 来歴
ニューヨーク州ニューヨーク市内ブロンクス区生まれ。同州ウェストチェスター郡オシニング育ち。父親はロシア系ユダヤ人、母親はポーランド＝チェコ＝ハンガリー系ユダヤ人（アシュケナジム）。ニュースクール大学卒業、シラキューズ大学マックスウェル行政大学院修了。
10代の頃から演劇に親しみ、12歳で舞台『ペンザンスの海賊』に出演。高校卒業後ハミルトン・カレッジに進学するが、第二次大戦中は合衆国商船に乗組み、戦後復学する。その後ニュースクール大学で文学及び政治学の学位を取得し、さらに名門シラキューズ大学マックスウェル行政大学院で行政学の修士号を得て政府の予算局に勤務するが、演劇への情熱を抑えられず、舞台の世界に戻るため稽古を再開する。
1950年代、舞台で演じた『ドンファン』などの演目が好評を博し、オフ・ブロードウェイからブロードウェイに進出。1956年以降はテレビに主演し始め、1958年には映画『エヴァグレイズを渡る風』で映画にも手を広げはじめる。頭角を現したのは1960年の『殺人会社』。冷徹な殺し屋役が注目され、アカデミー助演男優賞にノミネート。続く1961年の『ポケット一杯の幸福』では打って変わってコミカルな役柄で、同賞に2年連続でノミネートされた。
同年のテレビドラマ『Cold Turkey』（原題）では、麻薬中毒者という屈折した難役を演じ、エミー賞にノミネート。また『ディック・パウエル・ショー』の「トマトの値段」で複数の主演男優賞に輝くなどスターダムに駆け上がり、映画では1960年代から1970年代にかけて鬼才・ジョン・カサヴェテスと組み、シリアスな役柄を演じた。その一方でテレビドラマでは、単発ものやミニシリーズでの主演を多くこなした。エミー賞主演男優賞を生涯で5回受賞した。
1965年、テレビシリーズ『The Trials of O'Brien』（原題）でスマートな弁護士役を演じる。翌年には同シリーズの劇場公開版も製作され、日本でも顔が知られるようになった。1968年には『シカゴシティ物語』に主演。殺し屋から足を洗おうと新生活の場を求め、やがて年の離れた留学生と恋に落ちる陰のある中年男性を演じた。
この時期に、世界各国で放映され、彼を一躍有名俳優へと押し上げた代表作『刑事コロンボ（原題：Columbo）』シリーズがスタート。1968年の第1作「殺人処方箋」からはじまり、1978年にいったん終了するも、1989年より新シリーズが復活。久々の新作となった2003年のものが最終作となった。シリーズ全69作。始めの｢殺人処方箋｣は、トーマス・ミッチェル主演の舞台劇で、そのテレビドラマ化として計画されるが、コロンボ役のトーマス・ミッチェルが死去していたために、その代役をピーター・フォークが勤めて成功のため続行が決定されたもの。

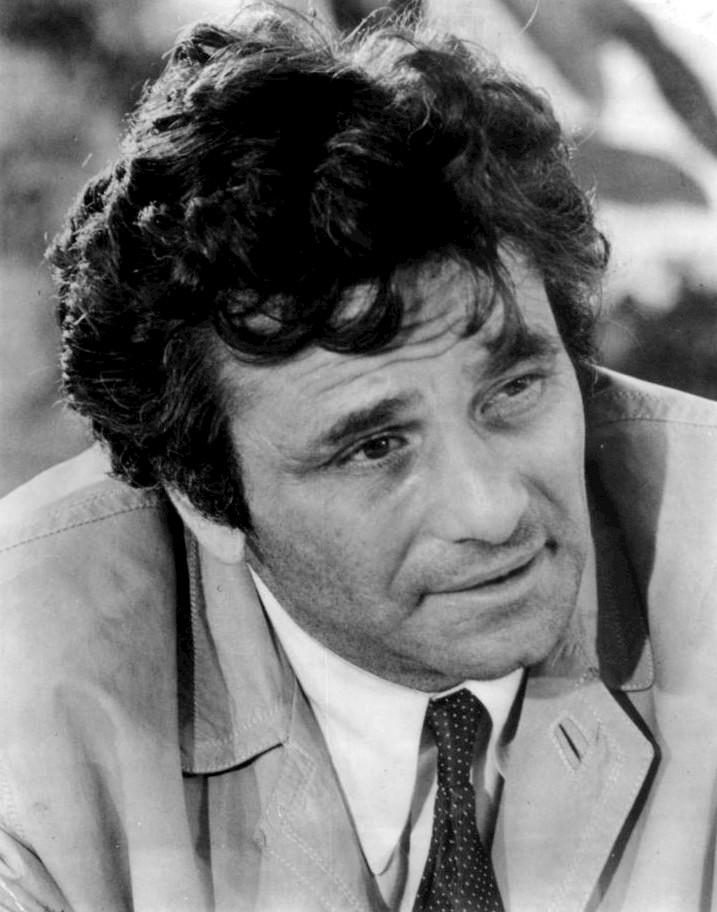
コロンボ役のピーター・フォーク(1973年)

1970年代以降は、和解と確執を繰り返しつつもジョン・カサヴェテスとのあいだに公私にわたって関係を築き、『ハズバンズ』や『こわれゆく女』、『ピーター・フォークのビッグ・トラブル』に主演した。また異色実録ドラマ『ブリンクス』では実際に体重を大幅に落とし、実在した犯罪王トニー・ピノの半生を体当たりで演じる。その後は1981年の主演作『カリフォルニア・ドールズ』や1988年の主演作『ピーター・フォークの恋する大泥棒』などが代表作となり、コミカルで時にアクの強いダンディな中年俳優として広く親しまれた。また、この時期以後、自らの主演作で若手スターやアイドル歌手らとも共演している。
1990年代から2000年代は、もはやライフワークとなったコロンボを演じる一方で新たな役柄にも挑戦。70歳を過ぎてからは一家団欒を描いたホームドラマなどで、頑固で敬遠される反面、人間味溢れる大黒柱のような役柄が定着した。2003年の主演作『ワイルダー・デイズ』に代表されるようなキャラクターの一方、同年の主演作『25年目のハッピー・クリスマス』では、見た目は心優しい紳士でありながら正体は「天使」という難役も演じた。そして日本未公開のロマンティック・コメディ『47年目のプロポーズ』では、初のヌードシーンを演じて注目を集めた。その後も、日本未上陸ではあるが2006年までに実に4作もの主演作をこなすなど、寄る年波を感じさせないエネルギッシュな活躍ぶりを見せていた。
晩年は、イタリアのダヴィッド・ディ・ドナテッロ賞を受賞したことで話題となった。
2008年、家族の後見申し立てによってアルツハイマー症であることが公表され、自分が「コロンボ」であったこともわからなくなったと報道で伝えられた（Bang Media Internationalより）。
2011年6月23日、アメリカ合衆国カリフォルニア州ビバリーヒルズの自宅でアルツハイマー合併症により死去。83歳没。遺作は死去の二年前に出演したコメディ映画『American Cowslip』。

## 人物
3歳のとき右眼に網膜芽腫が発見され、眼球の摘出手術を行なう。それ以来、生涯右の眼孔には義眼をはめて過ごした。
1960年に大学の同級生だったアリスと結婚、養女2人がいたが、実子はおらず、1976年に離婚。刑事コロンボシリーズ「ルーサン警部の犯罪」「美食の報酬」で共演したシーラ・ダニーズと1977年に再婚している。なお、フォーク夫人となったシーラはその後も、刑事コロンボシリーズ「殺意のキャンバス」「殺意の斬れ味」で夫と共演している。女優サマンサ・フォークは姪にあたる。

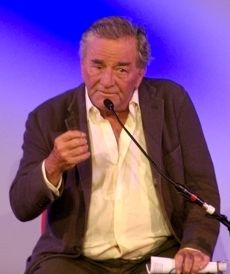
インタビューに答えるピーター・フォーク（2007年）

俳優業のかたわら、画家としても腕前を発揮。主に静物画や人物肖像画などを得意としたが、対象物を大胆にデフォルメした現代アート風の絵画も手がけるなど、レパートリーは多岐に及ぶ。当初は日曜画家的な範囲の活動であったが、おびただしい数のスケッチを公開しており、日本でも北海道などで幾度か個展が開かれたほどである。映画においても、オリジナルの自画像や、フォーク自身が実際にスケッチを描くシーンが見られる。なお、彼の絵画作品は本人の公式サイトでも鑑賞、購入でき、世界中のファンに向けて詳細な情報発信を行っていた。

## 備考
- 新進気鋭の舞台俳優で鳴らしていたピーターは、そのプライドからか、『ポケット一杯の幸福』撮影時、与えられた役柄をめぐって製作側と対立し、「自分は、あくまで演技者であり、コメディアンのような真似事はやらない」と主張したという。しかし、イタリア・シチリア出身の監督フランク・キャプラはピーターに「それでいい。シリアスにコミカルを演技すればいいんだ」と語ったという。まさにこの一言が、後年の名優を救ったといわれている。
- 子供の頃に野球の試合中に審判の判定に納得いかず、自らの義眼を外し「お前の方が必要なんじゃないか？」と抗議したことがあり、チームメイトもピーターの意見に賛同した。このエピソードから、ピーターは子供の頃から友達の前でも義眼である事を隠さず、むしろジョークにしてしまう事から人気者だったことがうかがえる。
- 『刑事コロンボ』は世界各国で人気を博し、特にドイツでは視聴率が50パーセントを超えるほどだったという。ドイツの映画監督ヴィム・ヴェンダースの代表作『ベルリン・天使の詩』（1987年）では本人役として出演。ピーターがベルリンの街を歩くと、「コロンボだ、コロンボだ」と大人から子供まで道行く人から声をかけられるシーンがある。なお、コロンボのドイツ語版吹き替えは同国でトップクラスの人気俳優であったウーヴェ・フリードリクセンが担当している。
- 出演作の傾向としては、当初はギャング映画や喜劇、戦争ドラマが定番であったものの、のちにロマンティック・コメディやホームドラマなども増えていった。他方、西部劇やSF物のスペースオペラといった流行ものにはほとんど出演せず、あまり好んでもいなかったという。
- 2005年に全米等で公開された主演作『47年目のプロポーズ』では当時78歳という年齢にもかかわらず、珍しく初の本格的ヌードを披露した。その際の公式インタビューでは「全裸といっても、タルカム・パウダー（ベビーパウダー）をはたいていたから」と付け足しつつも、「ファンの期待を裏切らないものになっている」と断言した。同作品で共演したポール・ライザーは、パウダーをつけたピーターがダンスを披露するシーンを挙げ、「違和感を覚えるどころか、彼を誇らしく思う」と述べている。これに先立つ1990年公開の『霊感コメディ/イン・ザ・スピリッツ』にもワンカットだけ全裸シーンがあるが、このときはコミカルな展開でのシーンであり、濡れ場はなくほとんど後姿であった。
- ピーターの髪型は、1969年の『大反撃』で元パン屋のロッシ軍曹役を演じたあたりから、前髪、もみ上げ、襟足部分がフサフサと長く伸び、七三分けでパーマ（天然パーマ）風に盛り上がりを見せているスタイルが四半世紀ほぼ定着していた。この髪型のピーターが最初に見られたのは1964年から1965年頃で、その後は以前のサッパリと短く切り揃えた七三分けと交互に入れ替わっていた。他に、『刑事コロンボ』の「さらば提督」では全部分のパーマ、1978年の『ブリンクス』では珍しく真ん中分け、1989年の『私のパパはマフィアの首領』ではオールバックのピーターを見ることもできる。なお、コロンボシリーズ「黄金のバックル」のエピソード中に、トレードマークのフサフサ頭をすっきりとカットされるシーンがある。
- 作中で変装することが多い。とくに代表作とされる主演作『最高のルームメイト』では、当時67歳のフォークが70代後半から100歳代の老人役を、一見して本人と思えぬ特殊メイクで演じた。他に、『プリンセス・ブライド・ストーリー』では語り部的老人を、『サンシャイン・ボーイズ/すてきな相棒』でもカツラとメイクで老コメディアンを演じており、『恋する大泥棒』や『ビッグ・トラブル』では、劇中劇の体裁で老人、老婆に変装している。なお、老人以外では『新・刑事コロンボ』の「死を呼ぶジグソー」で、変装で囮捜査をするシーンが見られる。
- 青年期にポーランド出身の舞台俳優ロス・マーティンに師事したことがあった。マーティンは後年、教え子の代表作『刑事コロンボ』シリーズの一編「二枚のドガの絵」でゲスト出演を果たし、美術評論家（犯人）役としてコロンボと対決している。
- ピーター自身は俳優としてだけでなく絵画にも造詣がある人物として通っている。『ベルリン・天使の詩』の中では、ピーター本人役ということもありセルフパロディなのか、自らエキストラたちをスケッチしているが、この時は出来栄えが気に入らなかったのか、スケッチをモデルに見せようとせず自分で貶している。姉妹篇である1993年の『時の翼にのって』では個展を開いている姿が映され、ファンに感激の挨拶をされながらも、ここでも6年前と同様、「こんな猿真似をアートとは…」などと自嘲気味にボヤいたり、ミケランジェロを引き合いに出しウィットする台詞を口にしたりしている。なお、有名人ではライザ・ミネリなどの肖像を描いたこともあるという。
- ピーターは日本にも縁のある人物で、親日家としても通っている。俳優として日本のテレビドラマに出演したり、CMに登場したりした。1990年代はサントリーとトヨタのCMが有名。前者ではサントリーオールドの「ピーターズ・バー」シリーズにおいてオシャレなバーのマスター役で登場。小噺をユーモラスに披露する回や、失恋して泣いている女性[4]を口説きたい気持ちを抑えジェントリーになぐさめる回などが放送された。後者ではトヨタ・カローラのCMにコロンボ警部を連想させるキャラクターで登場し、車のセールスポイントを説明しながらカメラ（というより視聴者）をしつこく追いかけ、「あ、それからもうひとつー」と名調子。ただし、いずれも音声は石田太郎による吹き替えであり、ピーター自身が実際に何を話しているかは不明。近年も「湯の川プリンスホテル渚亭」のCM（一部地域）で、コロンボに扮したピーターを思わせる石田の声で「ウチのカミさんがねー」と語るくだりが見られたが、これにはピーター自身は出演していない。当初は2005年5月1日から1年間の放送期限であったようだが、以後も放映されていることから、視聴者には好評だったものと思われる。
- 『刑事コロンボ』を意識したと言われる日本のテレビドラマ『古畑任三郎』で主演した田村正和は、仕事でニューヨークを訪れていた際、ホテルの宿泊者専用のラウンジで休憩していたところ、偶然にも斜めの席にピーターが座っていたというエピソードをインタビューで明かした。
- 1991年にハリウッドのウォーク・オブ・フェームへの殿堂入りが決まったものの機会が得られず、没後の2013年7月25日に星形プレートの埋込みセレモニーが行われた[5]。

## 出演作品

### 映画

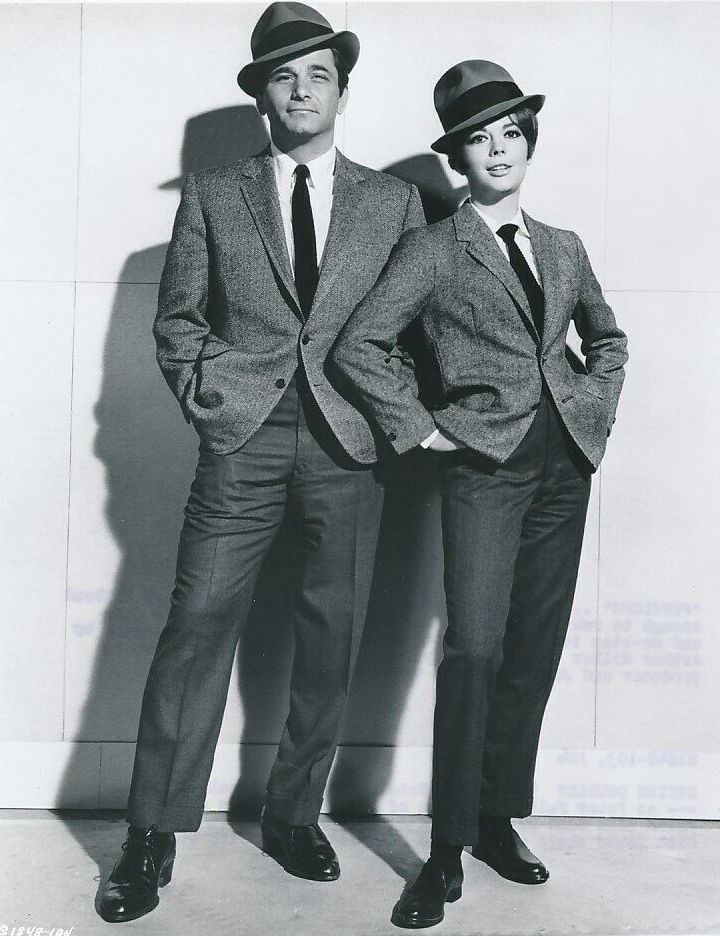
『美人泥棒』（1966年）

- ジャングル・ガードマン/エヴァグレイズを渡る風 Wind Across the Everglades（1958年）
- The Bloody Brood（原題）（1959年）
- 紫暗礁の秘密 The Secret of the Purple Reef （1959年）
- 殺人会社 Murder Inc. （1960年）
- 悪の実力者 Pretty Boy Floyd（1960年）
- トマトの値段 Dick Powell Show, The Price of Tomatoes（1961年）
- ポケット一杯の幸福 Pocketful of Miracles（1961年）
- Pressure Point（原題）（1962年）
- The Balcony （原題）（1963年）
- おかしなおかしなおかしな世界 It's a Mad Mad Mad Mad World（1963年）
- 七人の愚連隊 Robin and the 7 Hoods（1964年）[6]
- イタリアの勇士たちよ（イタリア語版、ロシア語版、英語版）[7]（1964年、伊・ソ連合作）第二次大戦下のソ連戦線でのイタリア人兵士たちを描き、ソ連ロケも行われた。フォークは軍医役で出演。
- グレート・レース The Great Race（1965年）
- Italiani brava gente（原題）（1965年）
- 泥棒がいっぱい Too Many Thieves（1966年）
- 美人泥棒 Penelope（1966年）
- Luv（原題）（1967年）
- アンツィオ大作戦 The Battle for Anzio（1968年）
- 明日よ、さらば Gli Intoccabili（1968年・伊）
- 大反撃 Castle Keep（1969年）
- ハズバンズ Husbands（1970年）
- シシリー要塞異常なし Rosalino Paterno, Soldato（1972年、伊+ユーゴスラビア）
- こわれゆく女 A Woman Under the Influence（1974年）
- 恋人たちの絆 Griffin and Phoenix: A Love Story（1976年）
- マイキー&ニッキー/裏切りのメロディ Mikey and Nicky（1976年）
- 名探偵登場 Murder by Death（1976年）
- オープニング・ナイト Opening Night（1977年）
- ブリンクス The Brink's Job（1978年）
- 名探偵再登場 The Cheap Detective（1978年）
- あきれたあきれた大作戦 The In-Laws（1979年）
- カリフォルニア・ドールズ The California Dolls（1981年）
- ビッグ・トラブル Big Trouble（1986年）
- ベルリン・天使の詩 Der Himmel Uber Berlin（1987年、西独+仏）
- プリンセス・ブライド・ストーリー The Princess Bride（1987年）
- バイブス、秘宝の謎 Vives（1988年）
- 恋する大泥棒 Happy New Year（1988年）
- 私のパパはマフィアの首領 Cookie（1989年）
- ラジオタウンで恋をして Aunt Julia and the Scriptwriter Tune in Tomorrow（1990年）
- 霊感コメディ/イン・ザ・スピリッツ In the Spirit（1990年）
- ザ・プレイヤー The Player（1992年）
- 時の翼にのって/ファラウェイ・ソー・クロース! Faraway, So Close!（1993年、ドイツ）
- 最高のルームメイト Roommates（1994年）
- 消滅水域 Lakeboat（2001年）
- Hubert's Brain（原題）（2001年・声の出演）
- コーキー・ロマーノ FBI潜入捜査官? Corky Romano（2001年）
- デッドロック Undisputed（2002年、米+独）
- 最高の贈り物 A Town without Christmas（2002年）
- Rain レイン Three Days of Rain（2003年）
- Checking Out（原題）（2004年）
- シャーク・テイル Shark Tail（2004年・声の出演）
- ピーター・フォークの47年目のプロポーズ The Thing About My Folks（2005年）
- The Book of Joe（原題）（2006年）
- NEXT -ネクスト- NEXT （2007年）
- Three Days to Vegas（原題）（2007年）
- American Cowslip（原題）（2009年）

### ドキュメンタリー
- Wings of Desire: The Angels Among Us（原題）（2003年）
- Char･ac･ter（原題）（2009年）
- Pioneers of Television（原題）（2011年）

### テレビドラマ
- Return Visit（原題）（1956年）
- The Mother Bit（原題）（1957年）
- Rudy（原題）（1957年）
- The New Class（原題）（1958年）
- Night Cry as Peter Faulk（原題）（1958年）
- The Girl from Nowhere（原題）（1959年）
- The Come Back（原題）（1959年）
- The Power and the Glory（原題）（1959年）
- The Emperor's Clothes（原題）（1960年）
- The Islanders（原題）（1960 - 1961年）
- The Law and Mr. Jones - Cold Turkey（原題）（1961年）
- ヒッチコック劇場「男には情がある」 The Alfred Hitchcock Hour - Gratitude（1961年）
- The Poker Fiend（原題）（1961年）
- Kid Twist（原題）（1961年）
- Dr. Kildare（原題）（1961年）
- ベン・ケーシー Ben Casey（1961年 - 66年）
- 87分署シリーズ（1962年）
- ミステリー・ゾーン「鏡」（1962年）
- ヒッチコック劇場「狂神の炎」 The Alfred Hitchcock Hour - Bonfire（1962年）
- A Sound of Hunting（原題）（1962年）
- Wagon Train（原題）（1963年）
- Peter Falk in Ambassador at Large（原題）（1964年）
- The Trials of O'Brien（原題）（1965年 - 66年）
- Brigadoon（原題）（1966年）
- A Hatful of Rain（原題）（1968年）
- シカゴシティ物語（1968年）
- 刑事コロンボ（1968年 - 1978年）
  - 新刑事コロンボ（1989年 - 2003年）
- 金庫破り A Step Out of Line（1970年）
- A Sister from Napoli （原題）（1971年）
- Out of the Loop（原題）（1992年）
- 金曜ドラマシアター「人間の証明」（1993年、日本：フジテレビ）
- サンシャイン・ボーイズ/すてきな相棒 The Sunshine Boys（1995年）
- PRONTO（原題）（1997年）
- Money Kings（原題）（1998年）
- ある夏の日 A Storm In Summer（2000年）
- 失われた世界 The Lost World（2002年・米+英）
- ワイルダー・デイズ Wilder Days（2003年）
- 25年目のハッピー・クリスマス Finding John Christmas（2003年）
- 天使が街にやって来た! When Angels Come to Town（2004年）
- Edición Especial Coleccionista（原題）（2010年 - 2011年、スペイン）

### CM
- サントリー・ローヤル'94「ピーターズ・バーシリーズ」
- トヨタ・カローラセダン（8代目・E110型前期）「『ずっといいですよ。』編」（1995年）、「『エビエス（ABS）様』編」（1996年）

### 舞台
- MR.PETERS' CONNECTIONS（原題）
- MAKE AND BREAK（原題）

### ミュージックビデオ
- Ghost Busters - レイ・パーカー・ジュニア （1984年）

## 著作
- 『ピーター・フォーク自伝 「刑事コロンボ」の素顔』（田中雅子訳、東邦出版、2010年11月刊）